# Philippe Morisson
Pour les articles homonymes, voir Morisson.
Philippe Morisson est un artiste peintre, auteur de collages et graveur (lithographe et aquafortiste) abstrait géométrique né à Deauville le 24 juillet 1924, arrivé à Paris en 1960, installé au 17, rue du Javelot (13e arrondissement), mort à Paris le 28 décembre 1994.

## Biographie
Commençant à peindre en 1940, Philippe Morisson est jusqu'en 1945 figuratif. Il connaît une courte période d'abstraction lyrique pour s'orienter vers la géométrie en 1947. Dans cet esprit, les compositions qu'il accroche au Salon des Surindépendants dans les années 1950 suggèrent une rigueur constructiviste - dont il ne se départira pas - qui le rapproche du groupe des artistes de la Galerie Denise René (comme Yaacov Agam ou Jean Tinguely) où il expose en 1961 avec Geneviève Claisse et Hugo Demarco.

## Œuvres

### Fresques murales
- Façades en polychromie, Faculté de médecine de Nancy[2].

### Collages
- Hommage à Béla Bartók, collage 96x70cm (exposition: Musée d'art et d'industrie de Saint-Étienne, 1964)[3].

### Éditions bibliophiliques
- Distances, album de sept lithographies originales, Édition Denise René, 1971.
- Cercle Carré et Ligne 83, suite de neuf lithographies originales (80 exemplaires numérotés) par Ivan Contreras-Brunet, Jean Leppien, Hachiro Iizuka, Philippe Morisson, Aurélie Nemours, Michel Seuphor, Satoru Sato et Tadashi Sugimata. format uniforme 48x38cm, 1982[4].
- Album de trois eaux-fortes originales par Emmano Leinardi, Philippe Morisson et Luc Peire, Édition Mauro Salvi, Rome, 1986.

### Tapisseries
- Horizon bleu, tapisserie tissée par l'Atelier 3 (Frédérique Bachellerie, Péter Schönwald et Michel Slaghenauffi), Paris, pour la Galerie Attali sur un carton de Philippe Morisson, 1976.

### Automobile
- Le groupe Renault a fait appel à Philippe Morisson dans le cadre du projet de véhicule Renault-Ligier R14 coupé en 1974, l'artiste ayant alors conçu une sellerie en vingt-trois coloris destinée à cette voiture[5].

## Expositions

### Expositions personnelles
- Galerie Denise René, Paris, avril 1973, 1975, 1976.
- Galerie Hybler, Copenhague, 1966.
- Philippe Morisson - Peintures récentes, Galerie Christiane Colin, Paris, mai 1977.
- Galleria La Polena, Gênes, décembre 1978 - janvier 1979.
- Centro culturale arte contemporanea, Brescia, 1980.
- Galerie Sfez, Paris, 1998.

### Expositions collectives
- Salon des Surindépendants, Paris, de 1947 à 1956.
- Trois jeunes peintres devant la couleur: Geneviève Claisse, Hugo Demarco, Philippe Morisson, Galerie Denise René, Paris, novembre 1961.
- Geneviève Claisse, Hugo Demarco, Philippe Morisson, Galerie Hybler, Copenhague, 1962.
- Structures, Musée de Leverkusen, 1962.
- Université de Houston, Texas, 1962.
- Premier Salon international des galeries pilotes, Musée cantonal des beaux-arts de Lausanne, 1963.
- Cinquante ans de collages de Picasso à nos jours: Carmelo Arden-Quin, Jean Arp, Georges Braque, Marcelle Cahn, Salvador Dali, Jean Dubuffet, Max Ernst, Simona Ertan, Raoul Hausmann, Marcel Janco, Fernand Léger, Man Ray, Joan Miró, Philippe Morisson, Aurélie Nemours, Emilio Pettoruti, Pablo Picasso, Diego Rivera, Kurt Schwitters, Michel Seuphor, Nicolas de Staël, Victor Vasarely, Maria Elena Vieira da Silva, Musée d'art et d'industrie de Saint-Étienne, juin-septembre 1964[3].
- Tendenzen structuraler Kunst, Westfälischer Kunstverein, Münster, 1966.
- Salon d'automne, Paris, 1976.
- Sept artistes américains + sept artistes européens, Casino de Deauville et Galerie Dorée, Deauville, septembre 1978[6].
- Philippe Morisson, Aurélie Nemours, Luc Peire, Romano Mattia Zanotti, Galerie Convergence, Nantes, décembre 1979 - janvier 1980.
- Constructivisme 80 - Quatrième Salon des arts internationaux: Ivan Contreras-Brunet, Philippe Morisson, Romano Rizzato, Satoru Sato, Walter Strack, Guido Zanoletti, Romano Mattia Zanotti, Galerie Poirel, Nancy, 1980.
- De Bonnard à Baselitz, dix ans d'enrichissements du Cabinet des estampes, Bibliothèque nationale de France, 1992[7].
- Salon grands et jeunes d'aujourd'hui, Grand Palais des Champs-Élysées, Paris, septembre-octobre 1992.
- Galerie Geiger, Constance (Allemagne), 1998, 2000, 2009.
- Pour approcher l'abstraction géométrique en Europe - Collection André Le Bozec, Maison Le Grand Duc, 104, avenue de Condé, Valenciennes, juin 2009[8].

## Réception critique
- « A force d'horizontale, c'est une stèle qui se lève pour exalter la couleur. Car Morisson fait tout pour la couleur. Et s'il a restreint sans cesse son vocabulaire des formes, c'est qu'il y a trouvé sa propre nécessité: c'est dans la rigueur de la règle que le jeu s'épanouit. Jamais le dessin ne préexiste à la couleur, et c'est la couleur qui produit la forme. Ce peintre apparemment géométrique, constructiviste, a su ne pas tomber dans les pièges du formalisme et sait faire servir la rigueur à l'émotion. Dans cette géométrie sensible, la peinture ne meurt pas et la théorie ne prend pas le pas sur une musique du silence. » - Gilles Plazy[9]
- « Pratiquant l'abstraction géométrique, Morisson sait aussi habilement distraire son public par l'harmonie des couleurs violentes, la construction des diagonales sur des structures horizontales, la variété des angles. » - Gérald Schurr[10]
- « Philippe Morisson édifie les climats où la couleur est la forme même. Elle s'insinue le long de larges bandes, superposées, encastrées les unes dans les autres, et vibre mélodieusement sans effet optique, par le seul fait de son existence, de son insolite étendue. Sobrement alignés horizontalement, en délicats dégradés, ces longs rubans animent une symphonie de rythmes interdépendants qui dilatent l'espace jusqu'à plus fin. Peinture du silence, à la fois fine et musicale, tendue et noble, habitée et convaincante, à l'écart des sentiers battus. » - Gérard Xuriguera[11]

## Collections publiques
- Département des estampes et de la photographie de la Bibliothèque nationale de France, Paris, Distance, lithographie[7].
- Bibliothèque municipale de Grenoble, Distances, Album de sept lithographies.
- Fonds national d'art contemporain, Puteaux, dont dépôts:
  - Ambassade de France à Mexico, Trajectoire, peinture.
  - Secrétariat général du gouvernement, Paris, Quelque part, peinture acrylique sur toile 145x150cm, 1974 (acquisition 1984).
  - Direction régionale des affaires culturelles de Provence-Alpes-Côte d'Azur, Aix-en-Provence, peinture.
- F.R.A.C. Basse-Normandie, Caen.
- F.R.A.C. Alsace, Sélestat[12].
- F.R.A.C. Lorraine, Metz.
- C.E.S. Marquette-lez-Lille.
- Musée d'art contemporain de Skopje, (Macédoine).
- Museo d'arte contemporanea di Calasetta (Sardaigne).
- Satoru Sato Art Museum, Tome (Miyagi), Japon, Sans titre, lithographie originale numérotée 6/60, format 62x62cm; Cercle Carré et Ligne 83, lithographie originale numérotée 63/80, format 48x38cm, 1982[4].

## Collections privées
- André Le Bozec, Paris[8].
- Collection Prestini, Brescia[13]
- Jean et Jeannette Branchet, Nantes.